# Okresní soud v Nymburce
Okresní soud v Nymburce je okresní soud se sídlem v Nymburce, jehož odvolacím soudem je Krajský soud v Praze. Rozhoduje jako soud prvního stupně ve všech trestních a civilních věcech, ledaže jde o specializovanou agendu (nejzávažnější trestné činy, insolvenční řízení, spory ve věcech obchodních korporací, hospodářské soutěže, duševního vlastnictví apod.), která je svěřena krajskému soudu.

## Budova
Soud se nachází v historické budově na rohu Soudní ulice a Kostelního náměstí, naproti kostela sv. Jiljí, u kterého stojí socha sv. Jana Nepomuckého. Původně zde byl nevelký nymburský hrad, nazývaný Kamenný dům, který sloužil i jako městská rychta. V 18. století byl přestavěn na pivovar, jehož výroba byla v roce 1898 přesunuta do Zálabí a na jeho místě byla v letech 1915–1919 postavena současná novorenesanční budova soudu, přičemž byla zbořena i fortna, poslední branka městského opevnění.

## Soudní obvod
Obvod Okresního soudu v Nymburce se zcela neshoduje s okresem Nymburk, patří do něj území těchto obcí:
Běrunice •
Bobnice •
Bříství •
Budiměřice •
Černíky •
Čilec •
Činěves •
Dlouhopolsko •
Dobšice •
Dvory •
Dymokury •
Hořany •
Hořátev •
Hradčany •
Hradištko •
Hrubý Jeseník •
Chleby •
Choťánky •
Chotěšice •
Choťovice •
Chrást •
Chroustov •
Jíkev •
Jiřice •
Jizbice •
Kamenné Zboží •
Kněžice •
Kněžičky •
Kolaje •
Kostelní Lhota •
Kostomlátky •
Kostomlaty nad Labem •
Košík •
Kounice •
Kouty •
Kovanice •
Krchleby •
Křečkov •
Křinec •
Libice nad Cidlinou •
Loučeň •
Lysá nad Labem •
Mcely •
Městec Králové •
Milčice •
Milovice •
Netřebice •
Nový Dvůr •
Nymburk •
Odřepsy •
Okřínek •
Opočnice •
Opolany •
Oseček •
Oskořínek •
Ostrá •
Pátek •
Písková Lhota •
Písty •
Pňov-Předhradí •
Poděbrady •
Podmoky •
Přerov nad Labem •
Rožďalovice •
Sadská •
Sány •
Seletice •
Semice •
Senice •
Sloveč •
Sokoleč •
Stará Lysá •
Starý Vestec •
Straky •
Stratov •
Tatce •
Třebestovice •
Úmyslovice •
Velenice •
Velenka •
Vestec •
Vlkov pod Oškobrhem •
Vrbice •
Všechlapy •
Vykáň •
Záhornice •
Zbožíčko •
Zvěřínek •
Žehuň •
Žitovlice